# Hovhannes Sharambeyans centrum för folkkonst
Hovhannes Sharambeyans centrum för folkkonst är ett konsthantverksmuseum i Jerevan i Armenien. 
Hovhannes Sharambeyans centrum för folkkonst bildades 2011 av H. Sharambeyans folkkonstmuseum och Centret för folkkonst och folkkonsthantverk. Det har sitt namn efter konstnären Hovhannes Sharambeyan (1926–1986).
Museets samlingar innehåller omkring 12 000 föremål, bland annat konsthantverksföremål av trä, sten och metall, keramik, spetsar, broderier, mattor samt målningar av självlärda konstnärer. 

## Historik
Folkkonstmuseet öppnades 1978 i Jerevan på basis av föremål som börjat samlas in under 1930-talet av en grupp kring etnografen Habetnak Babayan. År 1979 öppnade Folkkonstmuseet en filial i Dilijan.

## Bildgalleri

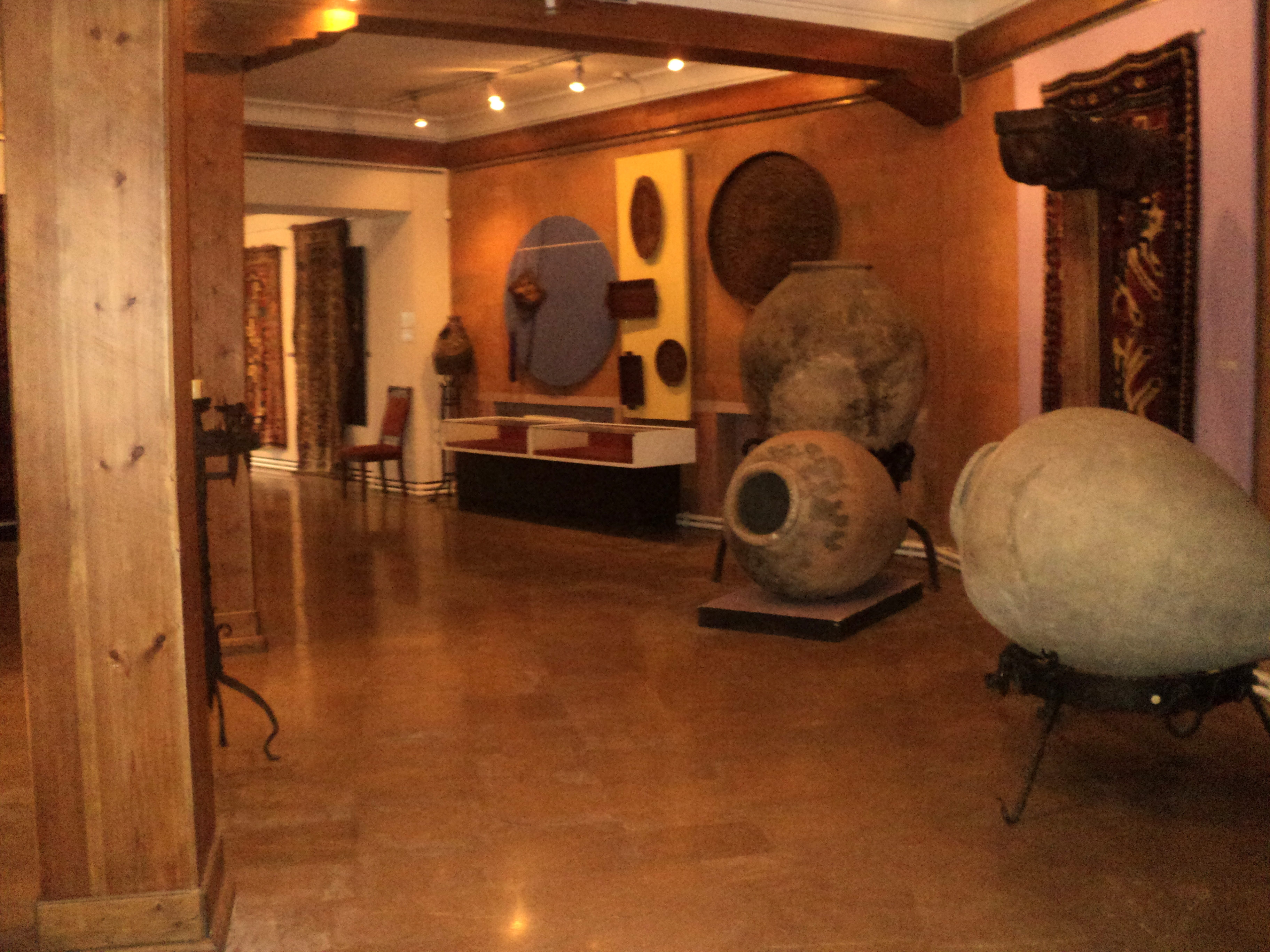
Utställningssal
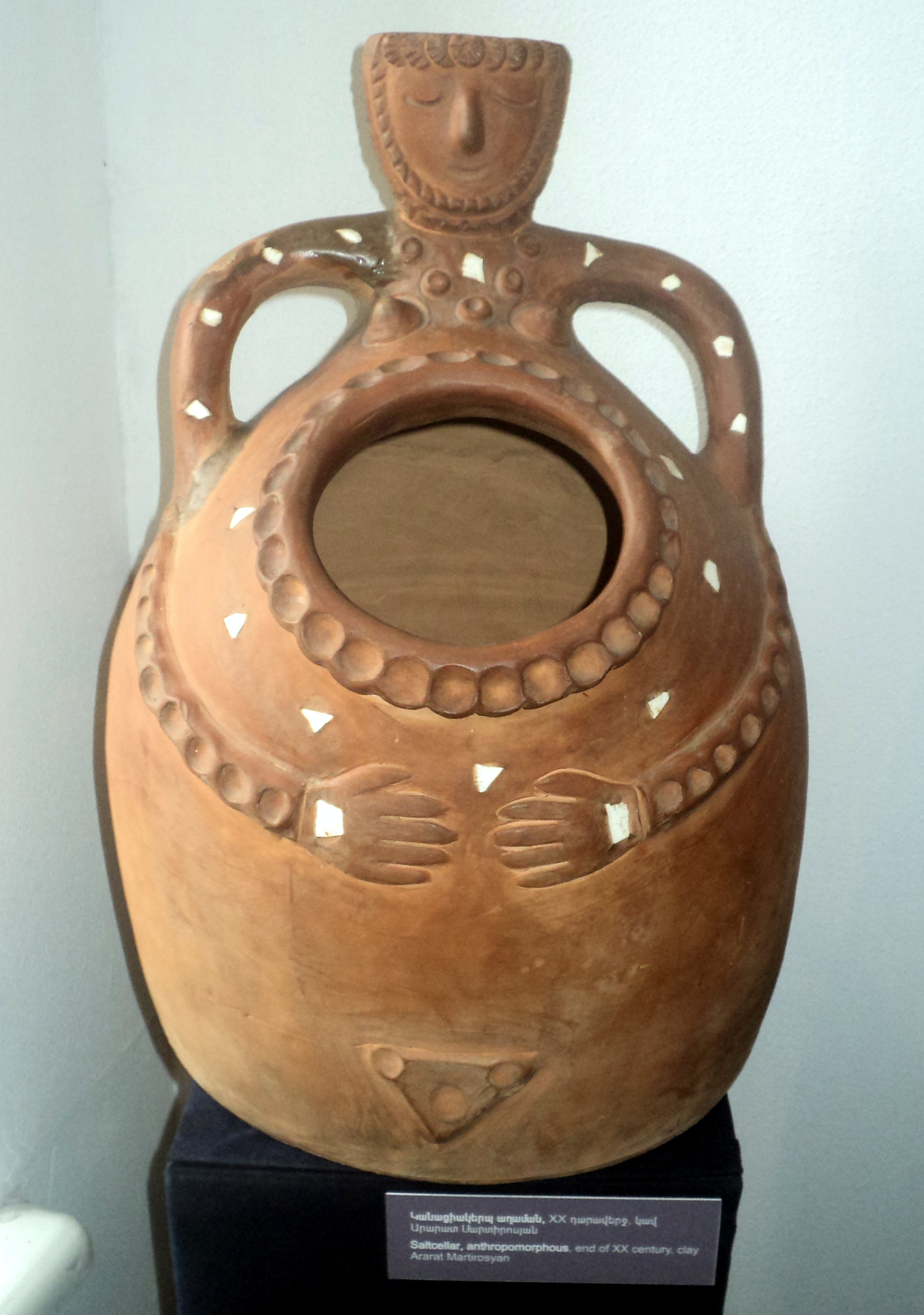
Urna
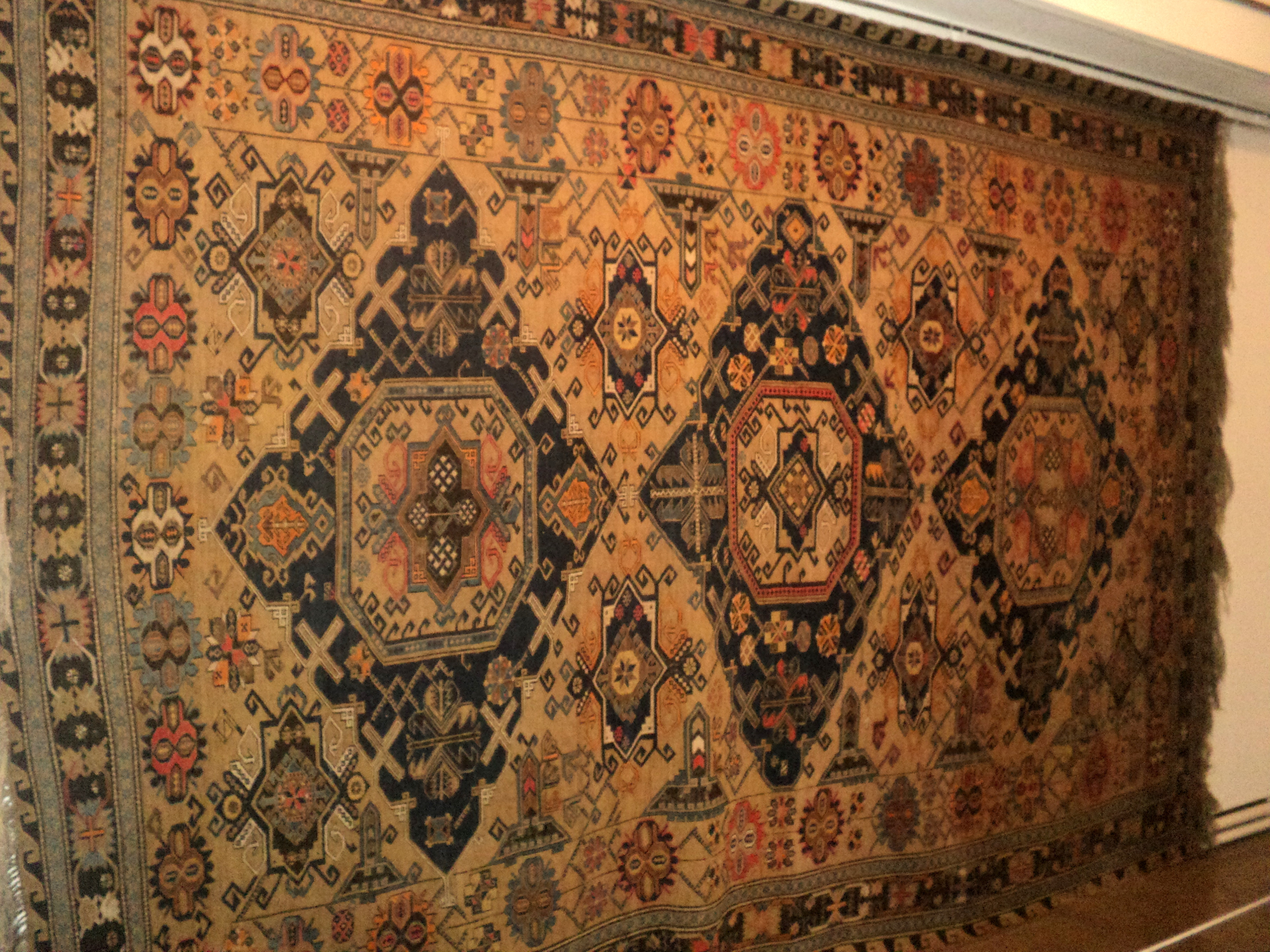
Matta
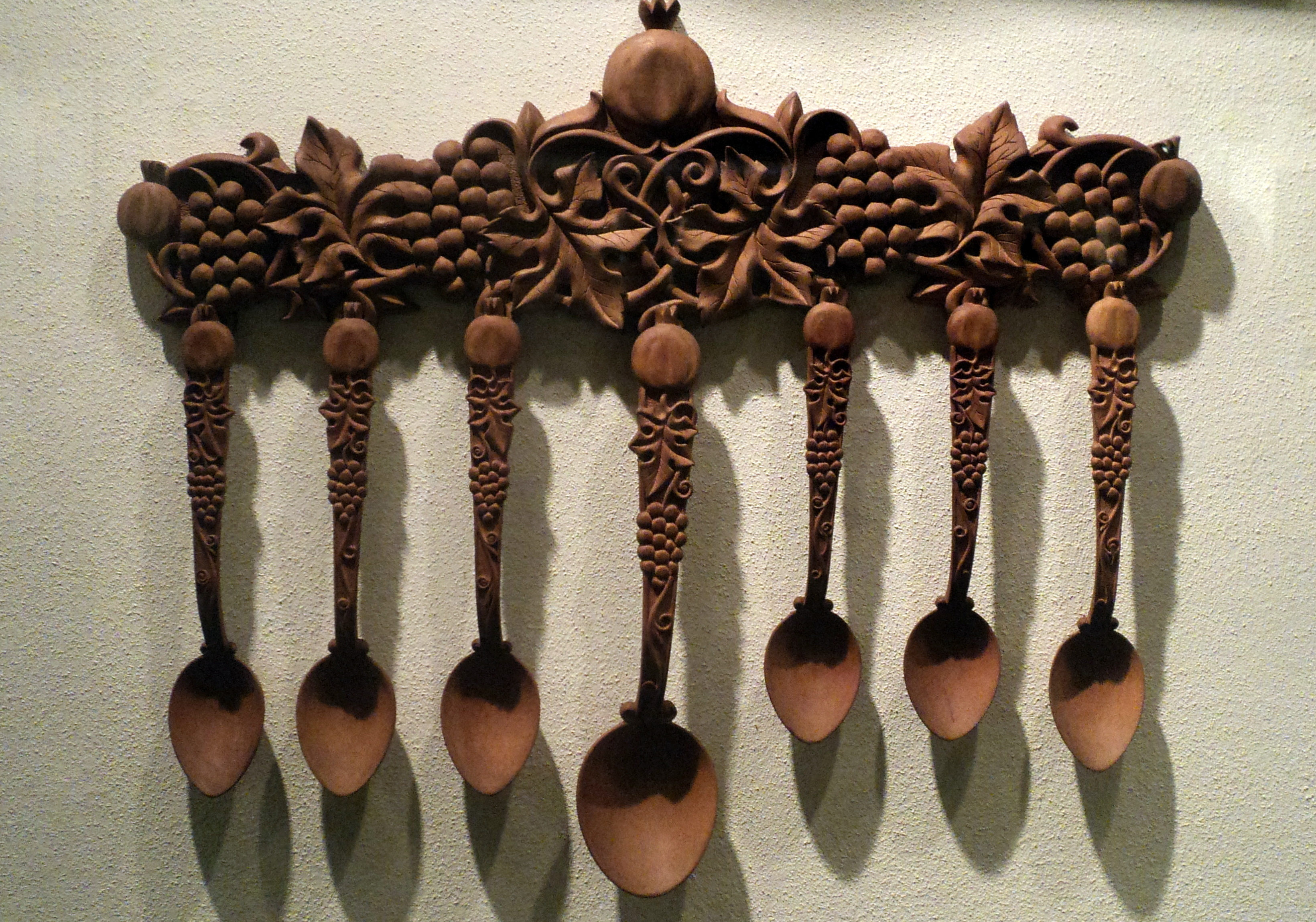
Snidade träslevar
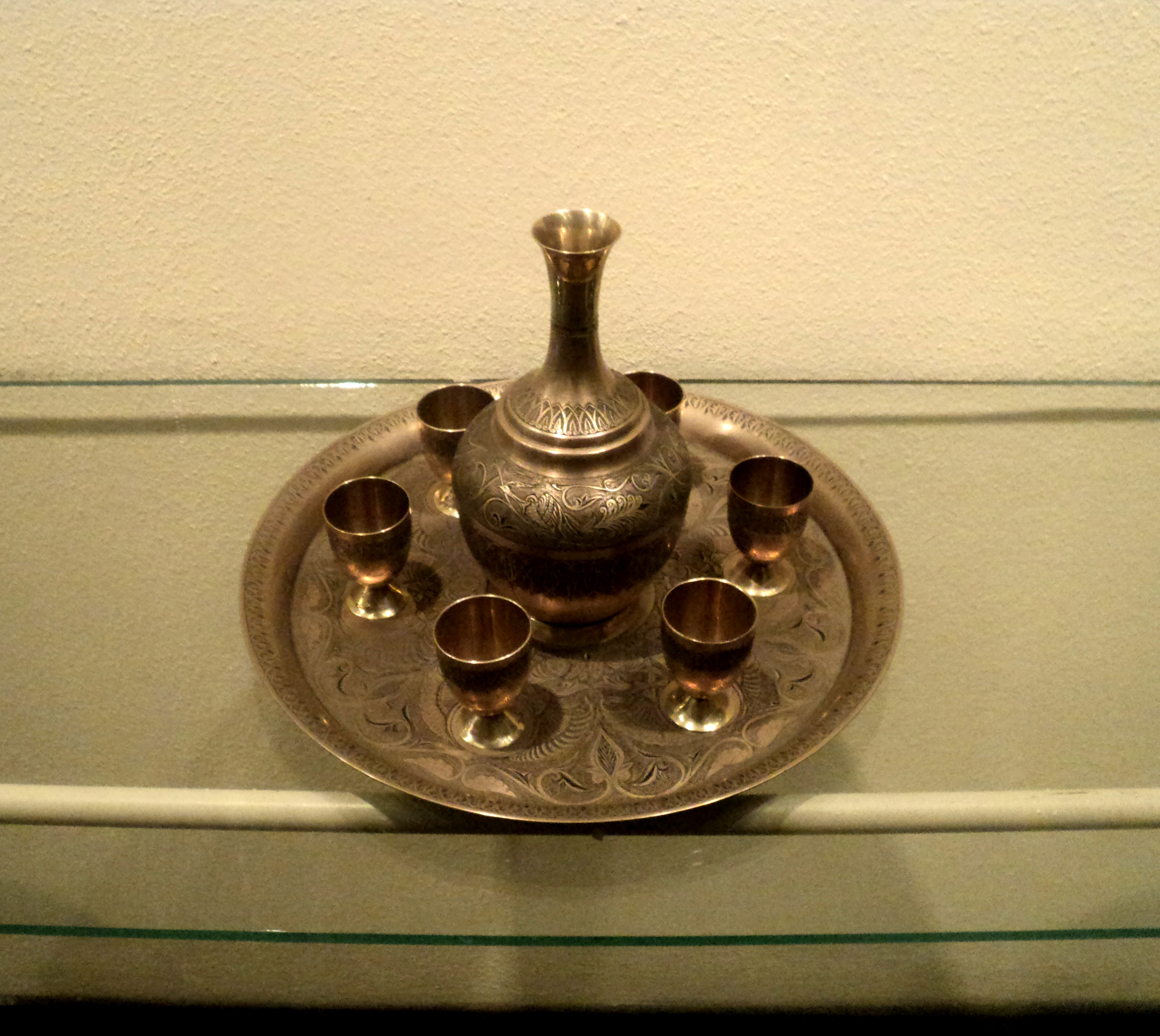
Mässingsbägare
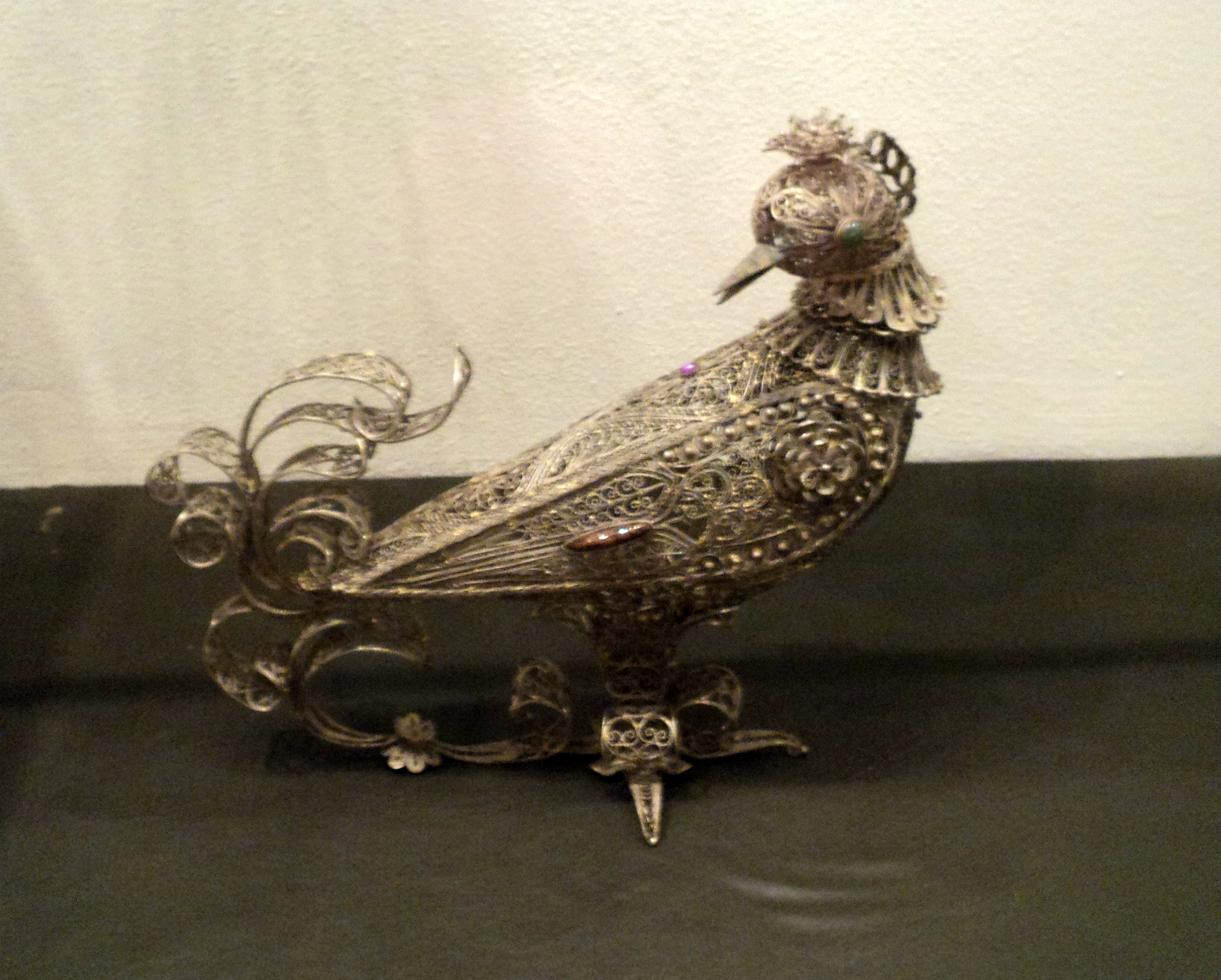
Metallfågel
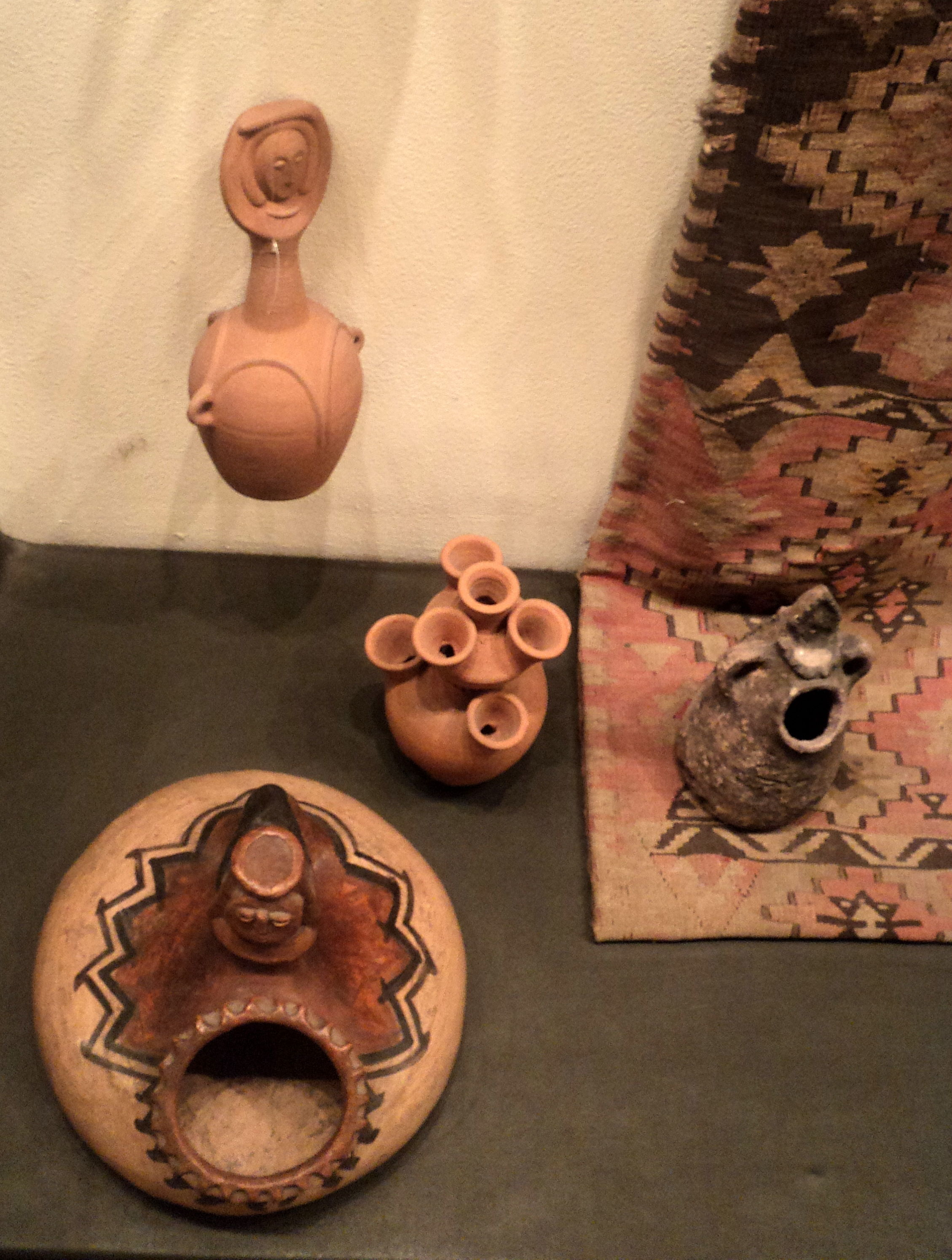
Keramik
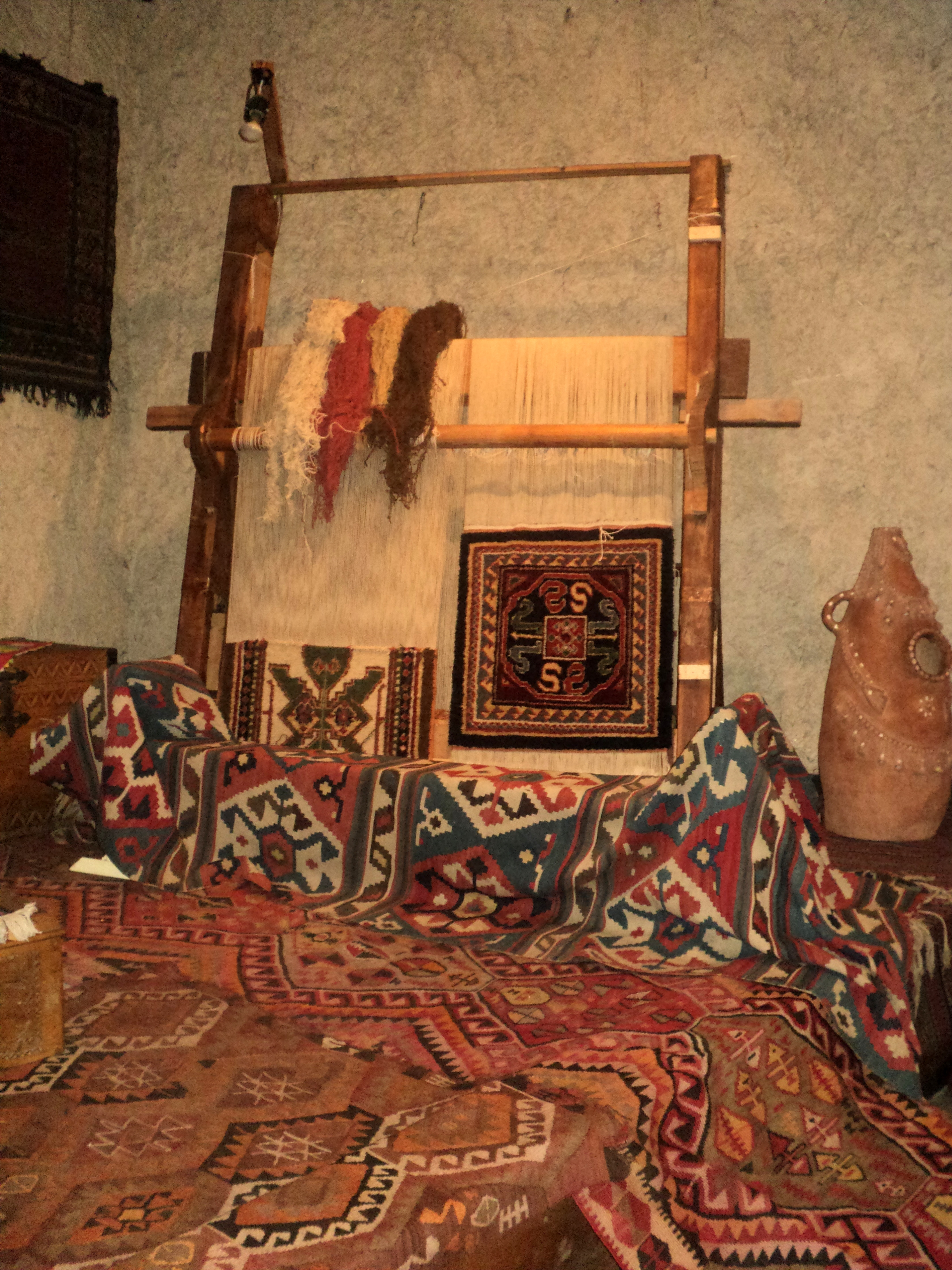
Vävnader
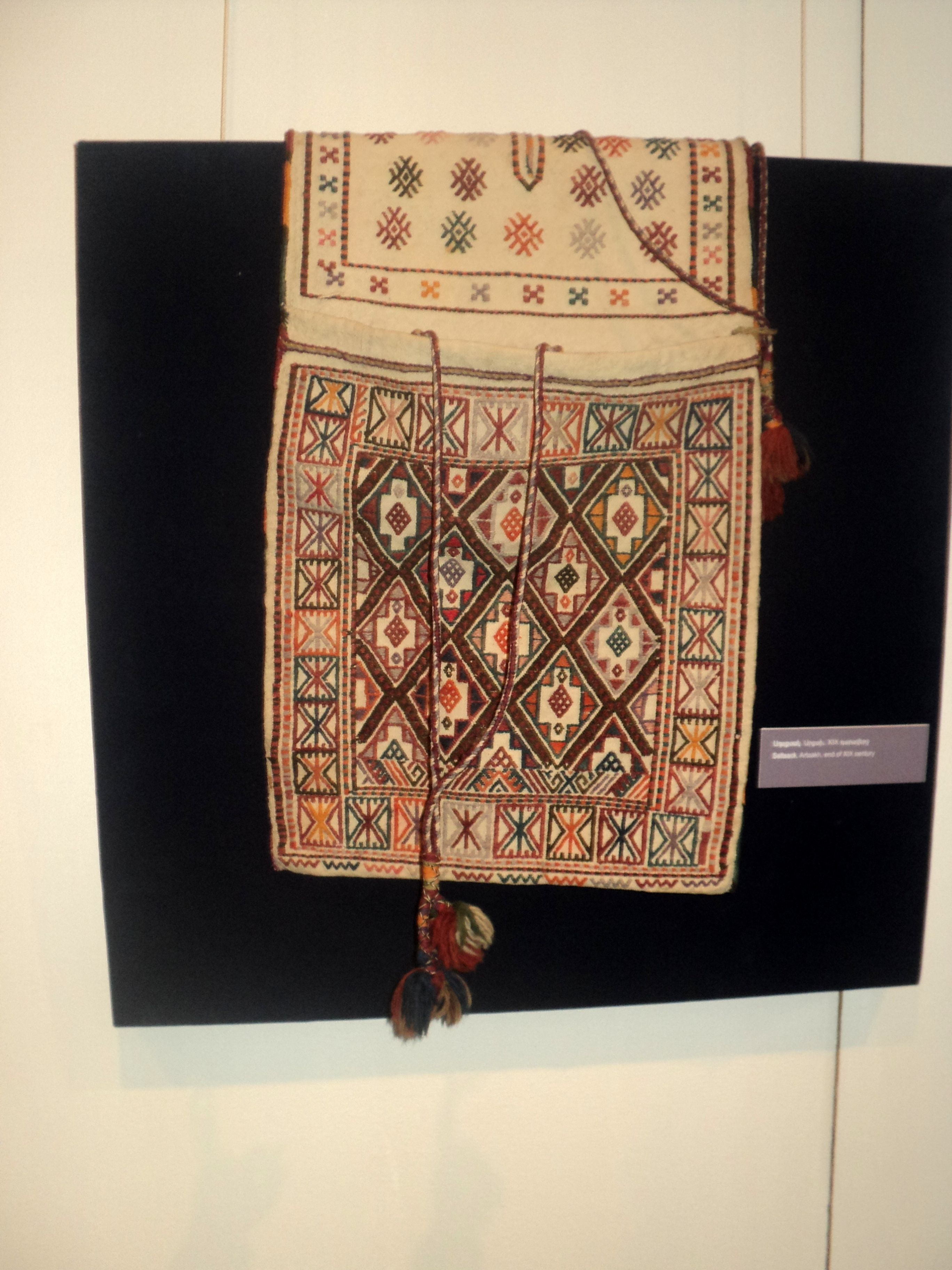
Broderier